# Rome WCT
Il Rome WCT è stato un torneo di tennis facente parte del World Championship Tennis giocato nel 1976 a Roma in Italia su campi in sintetico indoor.

## Albo d'oro

### Singolare
| Anno | Vincitore   | Finalista   | Punteggio     |
| ---- | ----------- | ----------- | ------------- |
| 1976 | Arthur Ashe | Robert Lutz | 6–2, 0–6, 6–3 |

### Doppio
| Anno | Vincitori              | Finalisti                        | Punteggio        |
| ---- | ---------------------- | -------------------------------- | ---------------- |
| 1976 | Robert Lutz Stan Smith | Dick Crealy Frew Donald McMillan | 6(5)–7, 6–3, 6–4 |